# Xuân Lạc
Xuân Lạc là một xã thuộc huyện Chợ Đồn, tỉnh Bắc Kạn, Việt Nam.

## Địa lý
Xã Xuân Lạc có vị trí địa lý:
- Phía bắc giáp huyện Ba Bể và tỉnh Tuyên Quang
- Phía đông giáp xã Nam Cường và xã Đồng Lạc
- Phía nam giáp xã Bản Thi
- Phía tây giáp tỉnh Tuyên Quang.

Xã Xuân Lạc có diện tích 85,9 km², dân số năm 2019 là 3.764 người, mật độ dân số đạt 44 người/km².
Tất cả các khe suối tên địa bàn xã hợp lưu thành sông Ti Hồng, một trong ba dòng sông chảy vào hồ Ba Bể.

## Hành chính
Xã Xuân Lạc được chia thành các thôn bản: Nà Dạ, Eng, Tưn, Khang, Ó, Puổng, Hỏ, He, Pù Lùng 1, Pù Lùng 2, Tà Han, Khuổi Sáp.